# Ивановская улица (Сестрорецк)
Ива́новская у́лица — улица в городе Сестрорецке Курортного района Санкт-Петербурга. Проходит от улицы Строителей за Ивановский переулок.
Название появилось в первой четверти XX века. Происхождение не установлено. Рядом расположен также Ивановский переулок.
Участок от 22-й до 24-й дорожки садоводства «Разлив» представляет собой тропинку.

## Перекрёстки
- Улица Строителей
- Горский переулок
- Ивановский переулок

## Транспорт
- Ж/д платформа Горская (550 м)
- Автобус: № 307, 309 (300 м, маршруты пролегают по Большой Горской улице)